# Georg Bloss
Georg Bloss (* 4. November 1918 in Nürnberg; † 11. September 1999 in München) war ein deutscher Oberamtsrat und Gewerkschafter.
Nach dem Besuch der Oberrealschule war Bloss Anwärter für den Staatsdienst und legte die Prüfung für den gehobenen nichttechnischen Verwaltungsdienst ab, ehe er vier Jahre im Kriegsdienst aktiv war. Von 1946 bis 1955 leitete er beim Landratsamt in Fürth das Ernährungs- und Wirtschaftsamt, danach das Wohnungs- und Flüchtlingsamt und das Kreisbauamt. Von 1955 bis 1971 leitete er dann das Pass- und Ausländeramt des Landratsamts München. Nachdem er zunächst stellvertretender Vorsitzender war, war er von 1971 bis 1978 Vorsitzender des Hauptpersonalrats im Staatsministerium des Innern. Beim Verband Bayerischer Staatsverwaltungsbeamter im Bayerischen Beamtenbund (BBB) gehörte er ab 1952 dem Hauptvorstand an und war von 1963 bis 1978 Vorsitzender. Ab 1967 gehörte er auch dem Hauptvorstand des BBB an und war von 1972 bis 1983 stellvertretender Vorsitzender. Von 1962 bis 1971 war er stellvertretender Vorsitzender, von 1971 bis 1978 Vorsitzender des Bundes Deutscher Verwaltungsbeamter im Deutschen Beamtenbund. Dort gehörte er auch dem Hauptvorstand an. Von 1978 bis 1983 war er Mitglied des Bayerischen Senats.